# Лев пішов з дому
«Лев пішов з дому» (азерб. «Şir Evdən Getdi») — радянський дитячий музичний фільм, в 2-х частинах, знятий у 1977 році режисером Расимом Ісмайловим за мотивами однойменної казки-повісті Юрія Яковлєва.

## Сюжет
Музична казка про лева, якому стало нудно жити в зоопарку і він йде бродити по місту Баку, де познайомився і потоваришував з хлопчиком Рустамом.

## У ролях
- Юрій Сенкевич — лев
- Сергій Юрський — лютий мисливець, екскурсовод, сторож зоопарку
- Ельхан Джафаров — Рустам
- Всеволод Абдулов — доглядач
- Шукюфа Юсуфова — жираф
- Інара Гулієва — кенгуру
- Лідія Повєткіна — мавпа
- Алмаз Ахмедова — мавпа
- Сафура Ібрагімова — лисиця
- Яшар Нурієв — тато
- Сусанна Меджидова — бабуся
- Ібрагім Лемберанський — Мурадік
- Джаміля Мурадасілова — Фатіма
- Фазіль Салаєв — пожежний
- Надир Аскеров — пожежний
- Алескер Мамедогли — пожежний
- Кямиль Магеррамов — шашличник
- Алі Ахвердієв — дресирувальник .

## Знімальна група
- Автор сценарію: Юрій Яковлєв
- Режисер-постановник: Расим Ісмайлов
- Оператори-постановники: Расим Ісмайлов, Шаріф Шаріфов
- Художник-постановник: Фірангіз Курбанова
- Композитор: Тофік Кулієв